# Royal Dano
Royal Edward Dano senior (* 16. November 1922 in New York City; † 15. Mai 1994 in Los Angeles, Kalifornien) war ein US-amerikanischer Schauspieler.

## Leben
Royal Edward Dano war der Sohn von Josephine, geborene O’Connor und irische Immigrantin, und Caleb Edward Dano, einem Zeitungsdrucker. Er studierte später an der New York University und war erstmals während seines Dienstes im Zweiten Weltkrieg als Schauspieler tätig. Als Theaterschauspieler war er anschließend am Broadway zu sehen. Sein Leinwanddebüt gab er in dem 1950 erschienenen und von Joseph Pevney inszenierten Kriminalfilm Geheimpolizist Christine Miller an der Seite von Alexis Smith und Gerald Mohr.
In den folgenden Jahrzehnten verkörperte der Schauspieler oft sonderbare oder auffallende Nebenfiguren, nicht zuletzt wegen seiner hageren Gestalt und seiner tiefen Stimme. In den 1950er-Jahren trat Dano besonders häufig in Western auf, oftmals in markanten Schurkenrollen wie in Nicholas Rays Johnny Guitar – Wenn Frauen hassen (1955) mit Joan Crawford oder Anthony Manns Der Mann aus dem Westen (1958) mit Gary Cooper. Unter Regie von Alfred Hitchcock spielte er einen schlecht gelaunten, nach Verhaftungen bezahlten Sheriff in dessen Schwarzer Komödie Immer Ärger mit Harry. Dano war gelegentlich aber auch in sympathischeren Rollen zu sehen, beispielsweise als prophetischer Elijah in John Hustons klassischer Literaturverfilmung Moby Dick (1956) an der Seite von Gregory Peck sowie als Simon Petrus im Bibelfim König der Könige (1961). Später übernahm Dano unter anderem Nebenrollen in Clint Eastwoods Western Der Texaner (1975) und war in den Science-Fiction-Filmen Space Invaders (1988) und Martians – Ein Außerirdischer kommt selten allein (1990) jeweils als kauziger Bauer zu sehen, der mit Außerirdischen in Kontakt kommt.
Im Fernsehen spielte Dano seit Ende der 1940er-Jahre zahlreiche Gastrollen. Er war besonders häufig in Westernserien wie Bonanza, Westlich von Santa Fé, Die Leute von der Shiloh Ranch und Rauchende Colts zu sehen. Seine letzte Fernsehrolle war 1990 der Richter Clinton Sternwood in David Lynchs Mysteryserie Twin Peaks. Insgesamt war Dano in über 190 Film- und Fernsehproduktionen im Laufe seines Lebens zu sehen, zuletzt 1993 im Horrorfilm Stephen Kings Stark unter Regie von George A. Romero.
Royal Dano starb im Mai 1994 im Alter von 71 Jahren an einem Herzinfarkt nach einem Autounfall. Mit seiner Ehefrau Peggy hatte er zwei Söhne, der Schauspieler Hutch Dano ist sein Enkel.

## Filmografie (Auswahl)

### Kino
- 1950: Geheimpolizist Christine Miller (Undercover Girl)
- 1951: Die rote Tapferkeitsmedaille (The Red Badge of Courage)
- 1951: Die Mündung vor Augen (Under the Gun)
- 1951: Die Flamme von Arabien (Flame of Araby)
- 1952: Carrie
- 1954: Johnny Guitar – Wenn Frauen hassen (Johnny Guitar)
- 1954: Über den Todespaß (The Far Country)
- 1955: Immer Ärger mit Harry (The Trouble with Harry)
- 1956: Moby Dick
- 1956: Mein Wille ist Gesetz (Tribute to a Bad Man)
- 1957: Befiehl du deine Wege (All Mine to Give)
- 1957: Das war Mord, Mr. Doyle (Crime of Passion)
- 1957: Des Teufels Lohn (Man in the Shadow)
- 1958: Der Mann aus dem Westen (Man of the West)
- 1958: Vom Teufel geritten (Saddle the Wind)
- 1960: Abenteuer am Mississippi (The Adventures of Huckleberry Finn)
- 1960: Cimarron
- 1961: König der Könige (King of Kings)
- 1961: Die gnadenlosen Vier (Posse from Hell)
- 1964: Der mysteriöse Dr. Lao (The Seven Faces of Dr. Lao)
- 1966: Der Colt ist das Gesetz (Gunpoint)
- 1967: Duell der Gringos (The Last Challenge)
- 1968: …aber das Blut immer rot (If He Hollers, Let Him Go!)
- 1969: Frank Patch – Deine Stunden sind gezählt (Death of a Gunfighter)
- 1969: Die Unbesiegten (The Undefeated)
- 1970: Der Mörder meines Bruders (Run, Simon, Run)
- 1972: Der große Minnesota-Überfall (The Great Northfield Minnesota Raid)
- 1973: Geier kennen kein Erbarmen (Cahill U.S. Marshal)
- 1973: Harley Davidson 344 (Electra Glide in Blue)
- 1973: Messias des Bösen (Messiah of Evil)
- 1974: Liebe böse Mama (Big Bad Mama)
- 1975: Capone
- 1976: Der Texaner (The Outlaw Josey Wales)
- 1976: Die Sklavenhölle der Mandingos (Drum)
- 1978: Wie Engel in der Hölle (Hughes and Harlow: Angels in Hell)
- 1979: Der letzte Coup der Dalton-Gang (The last Ride of the Dalton Gang)
- 1979: Heimkehr einer Fremden (Strangers: The Story of a Mother and Daughter)
- 1981: Ein Senkrechtstarter kratzt die Kurve (Take This Job and Shove It)
- 1983: Der Stoff, aus dem die Helden sind (The Right Stuff)
- 1984: Die Aufsässigen (Teachers)
- 1987: House II – Das Unerwartete (House II: The Second Story)
- 1987: Ghoulies II
- 1988: Space Invaders (Killer Klowns from Outer Space)
- 1990: Martians – Ein Außerirdischer kommt selten allein (Spaced Invaders)
- 1993: Stephen Kings Stark (The Dark Half)

### Serie
- 1955–1971: Rauchende Colts (Gunsmoke, 13 Folgen)
- 1959–1962: Westlich von Santa Fé (The Rifleman, fünf Folgen)
- 1962–1967: Bonanza (drei Folgen)
- 1962–1966: Die Leute von der Shiloh Ranch (The Virginian, fünf Folgen)
- 1965–1970: Im wilden Westen (Death Valley Days, fünf Folgen)
- 1966–1969: Big Valley (The Big Valley, vier Folgen)
- 1967: Pistolen und Petticoats (Folge Grippe und ungebetene Gäste)
- 1967–1970: FBI (The F.B.I., zwei Folgen)
- 1971: Alias Smith und Jones (Alias Smith and Jones, eine Folge)
- 1977–1979: Quincy (Quincy, M. E., zwei Folgen)
- 1979–1981: Unsere kleine Farm (Little House on the Prairie, drei Folgen)
- 1986: Unglaubliche Geschichten (Amazing Stories; zwei Folgen)
- 1990: Twin Peaks (zwei Folgen)